# Адиктологија
Адиктологија је наука која се бави проучавањем зависности на психолошком и физиолошком нивоу, у ствари, особа која је зависна од илицитних супстанци. Наука проучава како и на који начин превазићи зависност на психолошком нивоу. Доктори који се баве проучавањем зависности називају се адиктолози.

## Поља проучавања
Зависности која адиктологија обухвата су:
- Токсикоманија: Зависност од супстанци.
- Патолошко коцкање: Јавља се као последица одређене структуре личности, чија је основна карактеристика поремећај контроле импулса.
- Алкохолизам: Губитак способности уздржавања од прекомерне употребе алкохола, што доводи до зависности, нарушавања психичког и физичког здравља и социјалних односа.
- Анорексија нервоза: Поремећај у исхрани који карактерише ниска телесна маса и поремећај перцепције тела уз опсесиван страх од гојења.
- Булимија: Патолошка потреба за храном, неконтролисана прождрљивост, праћена осећањем незасите глади.